# Por favor
Por favor è un singolo del rapper statunitense Pitbull e del gruppo musicale statunitense Fifth Harmony, pubblicato il 27 ottobre 2017 come terzo estratto dal terzo album in studio eponimo del gruppo.

## Video musicale
Il video musicale è stato reso disponibile il 27 novembre 2017.

## Tracce
Testi e musiche di Armando C. Pérez, Jamie Sanderson, Philip Kembo, Madison Love, Usher Raymond, Alicia Keys, Jermaine Dupri, Adonis Shropshire, Manuel Seal e Barry White.
Download digitale
1. Por favor – 3:19

Download digitale – Spanglish Version
1. Por favor (Spanglish Version) – 3:18

## Formazione
Musicisti
- Pitbull – voce
- Fifth Harmony – voci
- Serm Style – tastiera
- Pip Kembo – percussioni

Produzione
- Sermstyle – produzione, missaggio, registrazione
- Pip Kembo – produzione, registrazione
- Mike Fuller – mastering
- Al Burna – registrazione
- Todd Cooper – registrazione

## Classifiche

### Classifiche settimanali
| Classifica (2017-18) | Posizione massima |
| -------------------- | ----------------- |
| Portogallo           | 78                |
| Romania              | 12                |

### Classifiche di fine anno
| Classifica (2018) | Posizione |
| ----------------- | --------- |
| Romania           | 49        |